# 南屏設治局
南屏设治局，民國時設置於青海省的設治局，位于青海省东部，辖地包括今贵德县、贵南县各一部。

## 历史沿革
民国三十一年（1942年），青海省政府由贵德县鲁仓、霸茫拉一带析置，局所驻鲁仓（今青海贵南县北鲁仓寺）。但此举并未获中央政府承认。民国三十三年（1944年），裁撤。